# Rýchory (hřeben)
Rýchory (německy Rehorn / Rehorngebirge) jsou horský hřeben v České republice ležící ve východních Krkonoších. Na jeho severních svazích se nachází stejnojmenná horská osada patřící k městu Žacléř.

## Geomorfologické zařazení
Rýchory jsou hřeben náležející do geomorfologického celku Krkonoš, podcelku Krkonošské rozsochy a stejnojmenného geomorfologického okrsku. Název okrsku byl určen podle hlavního hřebenu, ale spadají pod něj ještě další lokality.

## Poloha
Hřeben Rýchor se nachází na jihovýchodním okraji Krkonoš. Mezi jeho krajními vrcholy je asi 1,5 km dlouhý, s připočítáním přilehlých svahů tato vzdálenost stoupne asi na 6 km. Nachází se asi 4 km jihozápadně od města Žacléře, asi 10 km severně od Trutnova a asi 5 km východně od Janských Lázní. Hřeben je orientován ze severozápadu na jihovýchod. Nejvyšším vrcholem je Dvorský les (1035 m), který tvoří zároveň jeho jihovýchodní zakončení a je nejvýchodnější krkonošskou tisícovkou. Severozápadní zakončení tvoří hora Kutná (1002 m). Mezi nimi se nenachází žádný jiný výrazný výškový bod. Jihozápadním směrem z Rýchor vybíhá krátká rozsocha zakončená bezejmenným vrcholem o výšce 1010 m. Dalším výrazným vrcholem na jižním prodloužení hlavního hřebene je Sklenářovický vrch (921 m). Na severu odděluje hřeben od další části hor sedlo Rýchorský kříž.

## Vodstvo
Hřeben Rýchor je odvodňován četnými potoky, které se buď přímo vlévají do Úpy, nebo do jejích levých přítoků (Ličná, Lysečinský potok). Za zmínku stojí Maxův potok, jehož upravený pramen, nazývaný též Rýchorská studánka, se nachází pod Rýchorskou boudou u zelené turistické značky směřující do Svobody nad Úpou.

## Vegetace
Souvislý lesní porost je přerušen horskými loukami v prostoru Rýchorské boudy, Sněžných bud a Rýchorského kříže. Ve vrcholových partiích Dvorského lesa jsou velmi cenné zbytky bukového pralesa, na svazích mají převahu smrčiny. V řidším porostu na hřebenu se nacházejí lokality vzácné vysokohorské květeny (např. Rýchorská květnice). Rýchory se nacházejí na území Krkonošského národního parku.

## Komunikace
Jakýmsi komunikačním uzlem je rozcestí Kutná, nacházející se asi půl kilometru jihovýchodně od vrcholu stejnojmenné hory. Odtud vycházejí tři neveřejné cesty, které jsou za příznivých povětrnostních podmínek sjízdné pro běžný osobní automobil. První vede na severozápad k Rýchorské boudě a dále přes vrchol Kutné do Horního Maršova, druhá klesá severovýchodním směrem do sedla u Rýchorského kříže a pokračuje dále do Žacléře, třetí klesá jihozápadním směrem k Mladým Bukům. Kromě těchto cest se ve vrcholových partiích Rýchor vyskytují již jen méně kvalitní lesní cesty nebo pěšiny.

### Turistické trasy
Přes vrcholovou partii hřebenu prochází jednak červeně značená Cesta bratří Čapků z Krkonoš do Trutnova a jednak zeleně značená turistická trasa 4212 ze Svobody nad Úpou do Žacléře. Výchozí jsou zde modře značená trasa 1820 do Trutnova a žlutě značená trasa 7223 do Horního Maršova. Kolem Sněžných chalup vede žlutě značená spojka 7238 zkracující Cestu bratří Čapků mimo Dvorský les.

## Stavby

Němá značka Rýchorské boudy

### Běžná zástavba
Stavby běžného charakteru zde patří do horské osady Rýchory. Patří sem Sněžné domky na severovýchodním svahu hřebene, dnes se jedná již jen o dvojici chalup, dále chalupy u Rýchorského kříže a Rýchorská bouda sloužící dnes jako Krkonošské středisko ekologické výchovy. Nedaleko na severozápad od ní se nacházela ještě Maxova bouda, která ovšem po druhé světové válce vyhořela, přičemž po ní zůstaly jen sklepní prostory využívané horskou službou jako sklad. Z jeho střešní prostory je jedna z nejkrásnějších vyhlídek na východní Krkonoše. Na jihozápadním svahu Dvorského lesa se nachází hájovna Sokolka, kde proběhl neúspěšný umělý odchov tetřevů ze Skandinávie. 
Na východním úbočí Sklenářovického vrchu stával Rýchorský dvůr, nejvýchodnější krkonošská bouda, který zanikl po 2. světové válce a zbyly z něj jen části kamenných obvodových zdí. 
Na jižních svazích Rýchor se rozkládaly vesnice Sklenářovice a Vernířovice, které zanikly taktéž po vysídlení německého obyvatelstva po 2. světové válce a dnes z nich zůstaly jen základy domů. Další obce na úbočí Rýchor, Babí, Bystřice a Sejfy zanikly jen částečně.

### Československé opevnění
Přímo po ose hřebenu prochází s krátkými přerušeními linie objektů lehkého opevnění budovaného zde před druhou světovou válkou proti Německu. V jihovýchodním svahu Dvorského lesa v nadmořské výšce přibližně 800 metrů se nachází pěchotní srub T-S 82, který je nejzápadnějším dokončeným objektem těžkého opevnění v rámci bývalého Československa. Největší množství pevnostních objektů včetně T-S 82 je možné zhlédnout v úseku červené turistické značky Kutná – Dvorský les – dělostřelecká tvrz Stachelberg.

## Těžba zlata
Podle pověstí, které zaznamenal v 16. století kronikář Simon Hütnel, se zlato na hřebenech Rýchor těžilo již na počátku 11. století, přičemž hlavní důlní dílo zde mělo vzniknout za panování knížete Oldřicha. Další nepotvrzená zpráva o dolování zlata na Rýchorách se vztahuje k roku 1241. První ověřená zmínka o těžbě zlata v této oblasti je však až z roku 1542. V roce 1546 císař Ferdinand I. udělil práva na těžbu kovů pro městys Svobodu a „zlaté Rýchory“. Nerozsáhlejší těžba drahých kovů se v této oblasti rozvíjela po roce 1648, kdy císař Ferdinand III. opětovně potvrdil Svobodě privilegium pro těžbu zlata a stříbra při řece Úpě. Dobývání zlata na Rýchorách bylo ukončeno v roce 1772 a v roce 1781 byla ve Sklenářovicích zbořena stoupa.
Průzkumem v terénu byly objeveny četné pozůstatky povrchové těžby – příkopové dobývky, rýhy a další podobné tvary, včetně stop tzv. svahování. Nejstaršími pozůstatky po těžbě zlata jsou sejpy v osadě Bystřice. Vedle povrchové těžby pod Rýchorami probíhala i hlubinná těžba. Rýchorské zlato je evropským unikátem, neboť obsahuje palladium, ložisko zlata s podobným složením existuje až v Brazílii.